# Campeonato de División Intermedia 1927 (Argentina)
El Campeonato de División Intermedia 1927 fue la decimoséptima edición del torneo, la vigésimo octava temporada de la tercera categoría y la primera del certamen en dicha categoría.
El cambio de categoría se debió a la fusión de la Asociación Argentina de Football y de la Asociación Amateurs de Football, ocurrida a finales de 1926. Debido a la gran cantidad de participantes en la máxima categoría, sumado a las condiciones impuestas por la AAmF para fusionarse y que en la División Intermedia ya había suficientes equipos, se dividió a la Primera División en 2 secciones: la Primera División Sección A y la Primera División Sección B, pasando esta última a ocupar la segunda categoría.
El Torneo consagró campeón a Unión de Caseros, que obtuvo el ascenso. Además, Gutenberg y San Telmo resultaron promovidos a Primera División B.

## Ascensos, descensos e incorporaciones

### Ascensos y descensos
| Pos. | Ascendidos de la División Intermedia 1926 (AAF) |
| ---- | ----------------------------------------------- |
| 1°   | Nacional (A)                                    |

| Desafiliados de la División Intermedia 1926 (AAF) |
| ------------------------------------------------- |
| Bulnes                                            |

| Pos.  | Ascendidos de la Segunda División 1926 (AAF) |
| ----- | -------------------------------------------- |
| 1°    | Libertad                                     |
| Prom. | Florida                                      |
| Prom. | Mariano Moreno                               |

| Afiliados de la AAF |
| ------------------- |
| Almafuerte          |
| Buenos Aires        |
| Deutscher           |
| Pampero             |
| Ramos Mejía         |
| Saavedra            |

| Pos. | Ascendidos de la División Intermedia 1926 (AAmF) |
| ---- | ------------------------------------------------ |
| 1°   | Honor y Patria (B)                               |

| Desafiliados de la División Intermedia 1926 (AAmF) |
| -------------------------------------------------- |
| Estudiantes de Bernal                              |

| Pos. | Ascendidos de la Segunda División 1926 (AAmF) |
| ---- | --------------------------------------------- |
| 2°   | Villa Fischer                                 |

| Afiliados de la AAmF |
| -------------------- |
| Caseros              |

| Afiliados        |
| ---------------- |
| Boedo            |
| Tranvías del Sud |

### Incorporaciones
| De División Intermedia 1926 (AAF) |
| --------------------------------- |
| 25 de Mayo                        |
| Adrogué                           |
| Bristol                           |
| Centenario Argentino              |
| Central Argentino                 |
| Defensores de Santos Lugares      |
| Devoto                            |
| El Talar                          |
| Estudiantil Argentino             |
| Flores                            |
| Germinal                          |
| Gutenberg                         |
| Isla Maciel                       |
| La Paternal                       |
| Leandro N. Alem (M)               |
| Los Andes                         |
| Marplatense                       |
| Martínez                          |
| Monserrat                         |
| Nueva Pompeya                     |
| Olivos                            |
| Porteño de Morón                  |
| Unión (C)                         |
| Victoria                          |
| Villa Crespo                      |

| De División Intermedia 1926 (AAmF) |
| ---------------------------------- |
| Acassuso                           |
| Albión                             |
| Sp. Alsina                         |
| Barracas Juniors                   |
| Bella Vista                        |
| Canal San Fernando                 |
| Colombres                          |
| Gimnasia y Esgrima (L)             |
| Liniers                            |
| Lomas                              |
| Nacional (VS)                      |
| Perla del Plata                    |
| Sp. San Isidro                     |
| San Telmo                          |
| Villa Ballester                    |

| De División Intermedia 1926 (AAF y AAmF) |
| ---------------------------------------- |
| Wilde                                    |

## Sistema de disputa
Los participantes fueron divididos en tres zonas geográficas, las zonas Sud y Oeste fueron divididas en dos grupos y la zona Norte fue dividida en tres grupos, dando un total de siete grupos. En cada uno se enfrentaron bajo el sistema de todos contra todos a dos ruedas. El ganador de cada grupo accedió a la fase final.
Fase final
Los siete participantes se enfrentaron bajo el sistema de todos contra todos a dos ruedas. El ganador se consagró campeón y ascendió a Primera División B.

## Zona Norte

### Sección A
| Pos. | Equipo                       | Pts. | J  | G  | E | P  |
| ---- | ---------------------------- | ---- | -- | -- | - | -- |
| 1°   | Unión (C)                    | 24   | 14 | 11 | 2 | 1  |
| 2°   | Caseros                      | 21   | 14 | 10 | 1 | 3  |
| 3°   | Defensores de Santos Lugares | 18   | 14 | 8  | 2 | 4  |
| 4°   | La Paternal                  | 16   | 14 | 6  | 4 | 4  |
| 5°   | Bella Vista                  | 12   | 14 | 4  | 4 | 6  |
| 6°   | Devoto                       | 10   | 14 | 3  | 4 | 7  |
| 7°   | Gutenberg                    | 8    | 14 | 3  | 2 | 9  |
| 8°   | Boedo                        | 3    | 14 | 0  | 3 | 11 |

|  | Clasificado a la Fase final. |

### Sección B
| Pos. | Equipo             | Pts. | J  | G  | E | P |
| ---- | ------------------ | ---- | -- | -- | - | - |
| 1°   | Canal San Fernando | 22   | 14 | 10 | 2 | 2 |
| 2°   | Acassuso           | 21   | 14 | 10 | 1 | 3 |
| 3°   | Martínez           | 14   | 14 | 6  | 2 | 6 |
| 4°   | Villa Crespo       | 14   | 14 | 5  | 4 | 5 |
| 5°   | Sp. San Isidro     | 13   | 14 | 5  | 3 | 6 |
| 6°   | Olivos             | 10   | 14 | 4  | 2 | 8 |
| 7°   | 25 de Mayo         | 9    | 14 | 3  | 3 | 8 |
| 8°   | Victoria           | 9    | 14 | 4  | 1 | 9 |

|  | Clasificado a la Fase final. |

### Sección C
| Pos. | Equipo               | Pts. | J  | G | E | P |
| ---- | -------------------- | ---- | -- | - | - | - |
| 1°   | Central Argentino    | 20   | 12 | 9 | 2 | 1 |
| 2°   | El Talar             | 18   | 12 | 8 | 2 | 2 |
| 3°   | Centenario Argentino | 14   | 12 | 6 | 2 | 4 |
| 4°   | Florida              | 13   | 12 | 4 | 5 | 3 |
| 5°   | Germinal             | 8    | 12 | 3 | 2 | 7 |
| 6°   | Saavedra             | 6    | 12 | 2 | 2 | 8 |
| 7°   | Villa Ballester      | 3    | 12 | 2 | 1 | 9 |
| —    | Pampero              | —    | —  | — | — | — |

|  | Clasificado a la Fase final. |

## Zona Sur

### Sección A
| Pos. | Equipo                 | Pts. | J  | G  | E | P  |
| ---- | ---------------------- | ---- | -- | -- | - | -- |
| 1°   | Los Andes              | 23   | 14 | 10 | 3 | 1  |
| 2°   | Adrogué                | 20   | 14 | 9  | 2 | 3  |
| 3°   | Lomas                  | 18   | 14 | 8  | 2 | 4  |
| 4°   | Gimnasia y Esgrima (L) | 16   | 14 | 6  | 4 | 4  |
| 5°   | Tranvías del Sud       | 11   | 14 | 4  | 3 | 7  |
| 6°   | San Telmo              | 10   | 14 | 5  | 0 | 9  |
| 7°   | Deutscher              | 8    | 14 | 4  | 2 | 8  |
| 8°   | Mariano Moreno         | 4    | 14 | 1  | 2 | 11 |

|  | Clasificado a la Fase final. |

### Sección B
| Pos. | Equipo                | Pts. | J  | G | E | P |
| ---- | --------------------- | ---- | -- | - | - | - |
| 1°   | Perla del Plata       | 14   | 10 | 6 | 2 | 2 |
| 2°   | Wilde                 | 13   | 10 | 5 | 3 | 2 |
| 3°   | Isla Maciel           | 12   | 10 | 4 | 4 | 2 |
| 4°   | Barracas Juniors      | 7    | 10 | 4 | 1 | 5 |
| 5°   | Estudiantil Argentino | 7    | 10 | 3 | 1 | 6 |
| 6°   | Villa Fischer         | 5    | 10 | 2 | 1 | 7 |

|  | Clasificado a la Fase final. |

## Zona Oeste

### Sección A
| Pos. | Equipo        | Pts. | J  | G | E | P |
| ---- | ------------- | ---- | -- | - | - | - |
| 1°   | Libertad      | 20   | 14 | 9 | 2 | 3 |
| 2°   | Bristol       | 19   | 14 | 8 | 3 | 3 |
| 3°   | Nueva Pompeya | 19   | 14 | 8 | 3 | 3 |
| 4°   | Colombres     | 16   | 14 | 7 | 2 | 5 |
| 5°   | Monserrat     | 11   | 14 | 5 | 1 | 8 |
| 6°   | Alsina        | 9    | 14 | 2 | 5 | 7 |
| 7°   | Nacional (VS) | 9    | 14 | 4 | 1 | 9 |
| 8°   | Almafuerte    | 9    | 14 | 4 | 1 | 9 |

|  | Clasificado a la Fase final. |

### Sección B
| Pos. | Equipo            | Pts. | J  | G  | E | P |
| ---- | ----------------- | ---- | -- | -- | - | - |
| 1°   | Liniers           | 25   | 14 | 11 | 3 | 0 |
| 2°   | Flores            | 18   | 14 | 7  | 4 | 3 |
| 3°   | Porteño de Morón  | 16   | 14 | 5  | 6 | 3 |
| 4°   | Albión            | 16   | 14 | 5  | 6 | 3 |
| 5°   | Leandro N. Alem   | 12   | 14 | 4  | 4 | 6 |
| 6°   | Ramos Mejía       | 10   | 14 | 3  | 4 | 7 |
| 7°   | Dep. Buenos Aires | 9    | 14 | 2  | 5 | 7 |
| 8°   | Marplatense       | 6    | 14 | 1  | 4 | 9 |

|  | Clasificado a la Fase final. |

## Fase final
| Pos. | Equipo             | Pts. | J  | G | E | P  |
| ---- | ------------------ | ---- | -- | - | - | -- |
| 1°   | Unión (C)          | 10   | 12 | 4 | 2 | 6  |
| 2°   | Liniers            | 8    | 12 | 3 | 2 | 7  |
| 3°   | Perla del Plata    | 8    | 12 | 2 | 4 | 6  |
| 4°   | Central Argentino  | 7    | 12 | 2 | 3 | 7  |
| 5°   | Los Andes          | 4    | 12 | 1 | 2 | 9  |
| 6°   | Libertad           | 4    | 12 | 1 | 2 | 9  |
| 7°   | Canal San Fernando | 1    | 12 | 0 | 1 | 11 |

|  | Campeón. Ascendió a Primera División B. |